# Encyrtus swederi
Encyrtus swederi är en stekelart som beskrevs av Johan Wilhelm Dalman 1820. Encyrtus swederi ingår i släktet Encyrtus och familjen sköldlussteklar. Arten är reproducerande i Sverige. Inga underarter finns listade i Catalogue of Life.

## Bildgalleri

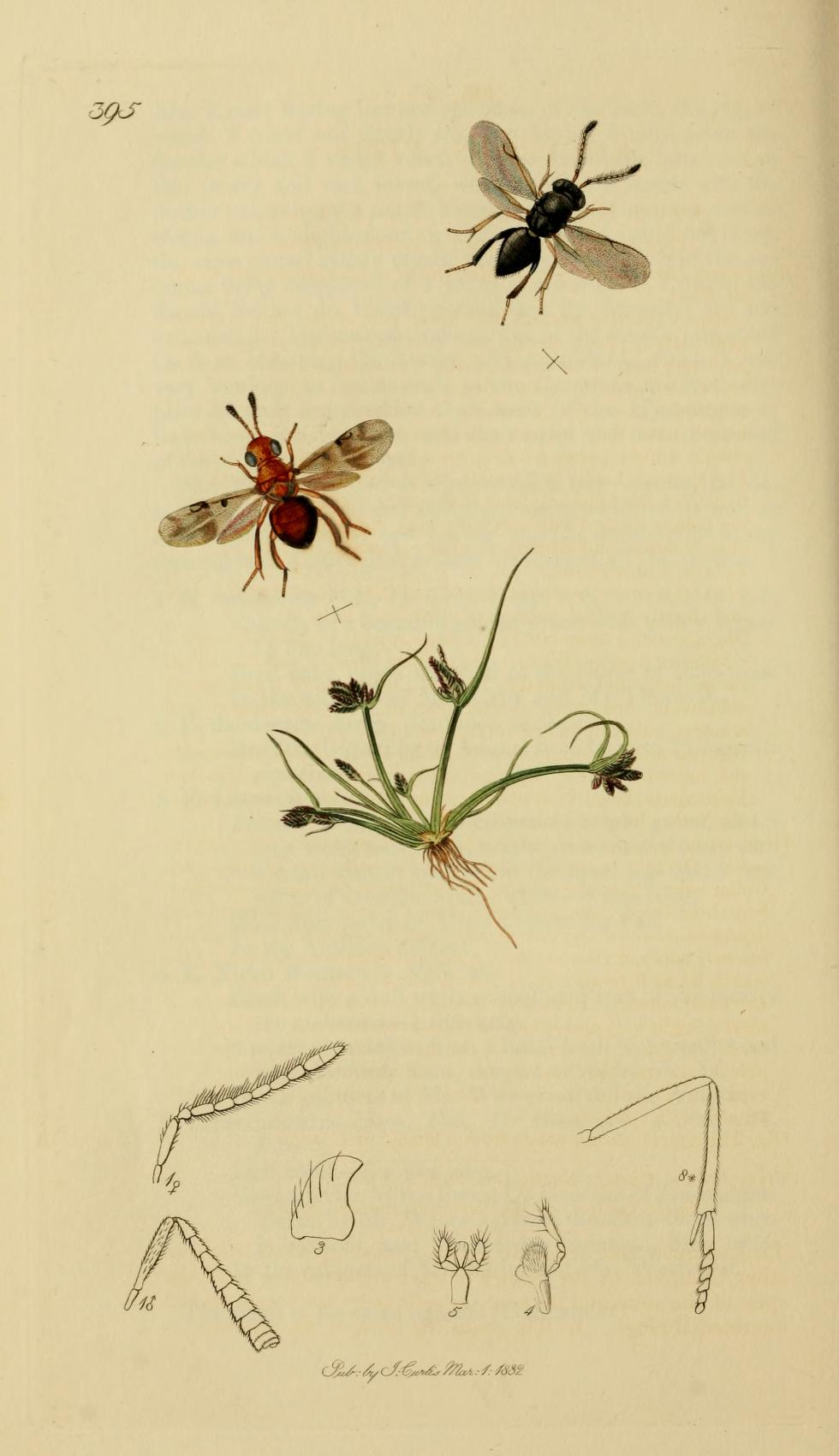